# Al-Ghurfa
Koordinaten: 15° 55′ N, 48° 44′ O
Al-Ghurfa (arabisch الغرفة, DMG al-Ġurfa) ist eine Stadt im jemenitischen Gouvernement Hadramaut mit etwa 5000 Einwohnern. Sie liegt zwischen Tarim und Schibam.
Das frühere Stadtscheichtum gehörte einst zum britischen Protektorat Aden. Im Jahre 1925 (1344 nach der Hedschra) brachte Ghurfa Silbermünzen zu 4, 8, 15, 30, 45 und 60 Khumsi heraus. Dabei waren 120 Khumsi = 1 Riyal.